# Copa COSAFA 2006
La Copa COSAFA 2006 fue la décima edición del torneo de fútbol a nivel de selecciones nacionales de África del Sur organizado por la COSAFA y que contó con la participación de 13 selecciones de la región.
Zambia venció en la final a Angola en Lusaka para lograr ganar su tercer título regional.

## Fase de grupos

### Grupo A

#### Semifinales
| 29 de abril de 2006 | Angola                                    | 5 - 1 | Mauricio | Maseru, Lesoto |  |
|                     | Akwá 3', 28', 55' · Mateus 59' · Love 89' |       | Louis 2' |                |  |

| 29 de abril de 2006 | Lesoto | 0 - 0 (5–4 p.) | Mozambique | Maseru, Lesoto |  |

#### 3º Lugar
| 30 de abril de 2006 | Mauricio | 0 - 0 (4–5 p.) | Mozambique | Maseru, Lesoto |  |

#### Final
| 30 de abril de 2006           | Angola                           | 3 - 1 | Lesoto        | Maseru, Lesoto |  |
|                               | Mateus 47' · Zé Kalanga 50', 61' |       | Moletsane 89' |                |  |
| Angola avanza a la fase final |                                  |       |               |                |  |

### Grupo B

#### Semifinales
| 10 de mayo de 2006 | Sudáfrica   | 1 - 0 | Suazilandia | Gaborone, Botsuana |  |
|                    | Mhlongo 12' |       |             |                    |  |

| 20 de mayo de 2006 | Botsuana                         | 2 - 0 | Madagascar | Gaborone, Botsuana |  |
|                    | Moatlhaping 66' · Motlhabane 68' |       |            |                    |  |

#### 3º Lugar
| 21 de mayo de 2006 | Suazilandia           | 2 - 0 | Madagascar | Gaborone, Botsuana |  |
|                    | Msibi 56' · Mamba 82' |       |            |                    |  |

#### Final
| 21 de mayo de 2006              | Botsuana | 0 - 0 (6–5 p.) | Sudáfrica | Gaborone, Botsuana |  |
| Botsuana avanza a la fase final |          |                |           |                    |  |

### Grupo C

#### Semifinales
| 22 de julio de 2006 | Zambia                               | 3 - 1 | Malaui         | Windhoek, Namibia |  |
|                     | Phiri 84' · Kalaba 85' · Katongo 88' |       | Mkandawire 16' |                   |  |

| 22 de julio de 2006 | Namibia     | 1 - 1 (2–4 p.) | Seychelles | Windhoek, Namibia |  |
|                     | Khaiseb 18' |                | Brutus 11' |                   |  |

#### 3º Lugar
| 23 de julio de 2006 | Namibia                                     | 3 - 2 | Malaui                        | Windhoek, Namibia |  |
|                     | Isaacks 45' · Bester 46' · Botes 70' (pen.) |       | Chavula 19' · Chilapondwa 85' |                   |  |

#### Final
| 23 de julio de 2006           | Zambia                   | 2 - 0 | Seychelles | Windhoek, Namibia |  |
|                               | Chamanga 33' · Lwipa 44' |       |            |                   |  |
| Zambia avanza a la fase final |                          |       |            |                   |  |

## Fase Final
Zimbabue clasifica directamente a la fase final como campeón defensor.

### Semifinales
| 19 de agosto de 2006     | Zambia        | 1 - 0 | Botsuana | Lusaka, Zambia |  |
|                          | Singuluma 52' |       |          |                |  |
| Zambia avanza a la final |               |       |          |                |  |

| 17 de septiembre de 2006 | Zimbabue     | 1 - 2 | Angola                | Harare, Zimbabue |  |
|                          | Chandida 64' |       | Gazeta 45' · Love 73' |                  |  |
| Angola avanza a la final |              |       |                       |                  |  |

### Final
| 21 de octubre de 2006           | Zambia                 | 2 - 0 | Angola | Lusaka, Zambia |  |
|                                 | Phiri 76' · Nsofwa 89' |       |        |                |  |
| Zambia es el campeón del torneo |                        |       |        |                |  |

## Campeón
| Copa COSAFA 2006  |
| ----------------- |
| Bandera de Zambia |
| Zambia 3º Título  |

## Máximos goleadores
3 goles
- Akwá

2 goles
- Mateus
- Zé Kalanga
- Love
- Dube Phiri